# P.F. Thomése
Pieter Frans Thomése, né à Doetinchem, dans la province néerlandaise de Gueldre le 23 janvier 1958 , est un écrivain néerlandais.

## Biographie
Il obtient de nombreux prix, dont le prix littéraire AKO en 1991 pour Zuidland.

## Œuvres traduites en français
- Puur, trad. d’Arlette Ounanian, Sam Garrett, Barbara Fasting, Bruxelles, Belgique, Mistral, 2005, 42 p. (BNF 41009837)
- L’Enfant ombre [« Schaduwkind »], trad. de Philippe Noble, Arles, France, Actes Sud, coll. « Lettres néerlandaises », 2004, 125 p.  (ISBN 2-7427-5204-8)
- Izak [« Izak »], trad. d’Annie Kroon, Arles, France, Actes Sud, coll. « Lettres néerlandaises », 2011, 170 p.  (ISBN 978-2-7427-9744-8)